# República Socialista de Romania
La República Socialista de Romania (en romanès: Republica Socialistă România, RSR) fou un estat socialista que va existir entre el 30 de desembre de 1947 i el 22 de desembre de 1989. Entre 1947 i 1965 se l'anomenà República Popular Romanesa (Republica Populară Romînă, RPR). La república fou un estat del Bloc de l'Est, aliat de la Unió Soviètica, governat pel Partit Comunista Romanès.

## Història
A l'octubre de 1944, va constituir-se un govern de coalició en què els comunistes controlaven els ministeris clau. Els anteriors governs de coalició havien caigut per la pressió dels soviètics. El 6 de març de 1945, Stalin va pressionar perquè es constituís un nou govern liderat per Petru Groza, que va convocar eleccions pel 1946. En aquest govern, van quedar exclosos els partits tradicionals (PNL i PNT-CD).
El 19 de novembre de 1946 es van celebrar les eleccions. Quan totes les estimacions donaven per guanyador el PNT-CD per una àmplia majoria, el govern, que es presentava en el bloc dels partits democràtics (en què els comunistes eren la força més important), va adulterar el resultat final, ja que els resultats demostraven la seva derrota i va declarar-se guanyador per una majoria del 70% dels vots emesos cap a la coalició comunista. El 30 de juliol de 1947 el líder del PNTCD, Vintilă Brătianu, va ser detingut i al novembre del mateix any va ser condemnat. Enmig d'aquest ambient d'instauració d'una dictadura del proletariat, Miquel I va fer una crida inútil als Estats Units i el Regne Unit perquè actuessin i evitar el que ja era una realitat. El 30 de desembre, el president del govern Petru Groza va obligar Miquel I a signar la seva abdicació, obligant-lo a marxar a l'exili i instaurant-se la República Popular Romanesa.

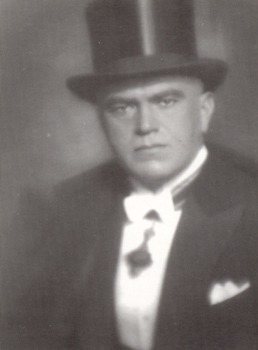
Petru Groza

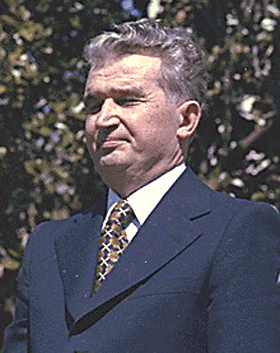
Nicolae Ceauşescu

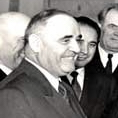
Gheorghe Gheorghiu-Dej

El Partit Comunista Romanès (PCR), fins al final de la Segona Guerra Mundial no havia esdevingut cap formació política important dins de la vida política de Romania. Els comunistes, aprofitant la presència de l'exèrcit soviètic en territori romanès, van aconseguir els ministeris clau en els successius governs de concentració que es van constituir al final de la Segona Guerra mundial, per poder manipular les eleccions de novembre de 1946. Durant el mandat de Groza, que s'estengué fins a 1952, el rei Miquel I fou obligat a abdicar el 30 de desembre de 1947 i el país es convertí l'endemà oficialment en la República Socialista de Romania que es col·locava dins de l'òrbita dels països satèl·lits de l'URSS.
El 1948, el conjunt de partits que es van presentar junts a les eleccions es van unificar en el Partit dels Treballadors i es va decretar la nacionalització dels bancs, les propietats agràries i, en general, de tota propietat privada. També van començar les persecucions dins d'aquells elements socials acusats de burgesos. Molts ciutadans romanesos van ser empresonats a les nombroses presons que els comunistes van construir arreu del territori romanès. La majoria d'intel·lectuals, polítics i molts professionals i persones de gran vàlua van ser represaliats i perseguits, així com una bona part de la població romanesa, que va ser víctima de la violència física o psicològica que exerciren els comunistes per instaurar el seu règim. Aquesta persecució també va afectar alguns líders comunistes com Ana Pauker i Lucreţiu Pătrăşcanu, que van ser empresonats pel president del govern i home fort del règim, Gheorghe Gheorghiu-Dej, que seguia els dictats que es donaven des de Moscou. L'any 1958, les tropes soviètiques van abandonar el territori romanès i l'any 1964, davant de les pressions exteriors, es van tancar les presons i la major part dels presoners polítics van ser alliberats. L'any 1965, va morir Gheorghe Gheorghiu-Dej i va ser elegit secretari general del PCR Nicolae Ceauşescu, un home amb molt poca cultura, però que representava l'esperit de l'home comunista que sense una formació sòlida aconseguia arribar al més alt del sistema comunista.
Amb Ceauşescu, s'encetava un nou període dins de la vida política romanesa. Ceauşescu va afavorir una política d'obertura de Romania als països capitalistes d'Europa i a altres països com Iugoslàvia i la Xina (enfrontats amb l'URSS). També va intentar guanyar una certa independència respecte a l'URSS no donant suport a la intervenció de les tropes del pacte de Varsòvia a Txecoslovàquia, fet que li va reportar una certa fama a nivell internacional i li va permetre defensar una via nacional al socialisme, tot defugint la tutela de l'URSS però sense trencar definitivament amb la potència comunista.
Al llarg de la segona meitat dels anys setanta i vuitanta, Nicolae Ceauşescu i la seva dona van afavorir un règim despòtic basat en el culte a la seva persona i que va perdre tot contacte amb la realitat. La degradació de la vida a Romania, la corrupció, la caiguda del mur de Berlín i la descomposició del bloc comunista van crear el clima idoni perquè el 1989 Ceauşescu perdés el suport que tenia en l'exèrcit i dins del mateix PCR.

## Revolució romanesa de 1989
Així, el desembre del mateix any es va produir un moviment popular a Timisoara en què es demanava la convocatòria d'eleccions generals i que es permetés el multipartidisme. Aquest moviment no va ser sufocat i, el 21 de desembre, en una manifestació convocada pel mateix Ceauşescu a Bucarest es van produir uns aldarulls que van ser l'inici de la fi del règim comunista.
La nit del 21 al 22 de desembre, el cap de les forces armades va morir en estranyes circumstàncies. El 22 de desembre, la població de Bucarest es va llençar al carrer davant de la passiva mirada de l'exèrcit que no va fer res per evitar la caiguda de Ceauşescu. Aquest va sortir de Bucarest seguint consells dels militars. Això va ser aprofitat per aquests per donar-li el poder al Front de Salvació Nacional (FSN) que, liderat pel membre del PCR Ion Iliescu, va declarar la fi del comunisme i va organitzar un govern de concentració. Ceauşescu va ser detingut a Targoviste, on va ser jutjat i executat el 25 de desembre de 1989, juntament amb la seva dona, Elena Ceauşescu.

## Símbols

### Banderes

Bandera oficial segons el Decret nr. 3/8 (gener-març de 1948), mai va ser utilitzada
Bandera oficial (1948-1952)
Bandera oficial (1952-1965)
Bandera oficial (1965-1989)
Bandera de la Revolució de 1989

### Emblemes i escuts d'armes

Escut d'armes sense estrella (1948-1952)
Escut d'armes amb estrella (1952-1965)
Escut d'armes (1965-1989)
Emblema del PCR